# Clystea rubra
Clystea rubra är en fjärilsart som beskrevs av Max Wilhelm Karl Draudt 1915. Clystea rubra ingår i släktet Clystea och familjen björnspinnare. Inga underarter finns listade i Catalogue of Life.